# Kid Milli
У цьому корейському імені прізвище (Чхве) стоїть перед особовим ім'ям.
Чхве Вон Чже (кор. 최원재, нар. 26 жовтня 1993), більш відомий під своїм сценічним псевдонімом Kid Milli (кор. 키드밀리), — південнокорейський репер. 23 лютого 2017 року він випустив свій перший мініальбом Maiden Voyage.

## Біографія
Перед тим, як стати репером, Кід Міллі був професійним гравцем StarCraft.
Він брав уроки репу у Swings.
Він брав участь у Show Me the Money Season 777 і посів друге місце.
Він був наставником у 3 сезоні High School Rapper.
Він також був наставником у 8 сезоні Show me the Money.

## Дискографія

### Студійні альбоми
| Назва               | Деталі альбому                                                                       | Пікові позиції у чартах | Продажі                 |
| Назва               | Деталі альбому                                                                       | KOR                     | Продажі                 |
| ------------------- | ------------------------------------------------------------------------------------ | ----------------------- | ----------------------- |
| AI, The Playlist    | - Реліз: 10 березня 2018 - Лейбл: Indigo - Формат: CD, цифрове завантаження          | 49                      | - Південна Корея: 2,420 |
| Beige 0.5           | - Реліз: 17 квітня 2020 - Лейбл: Indigo - Формат: CD, цифрове завантаження           | —                       | Н/Д                     |
| Cliché (with dress) | - Реліз: 27 квітня 2021 - Лейбл: Indigo, Highline - Формат: CD, цифрове завантаження | 34                      | - Південна Корея: 4,256 |

### Мініальбом
| Назва             | Деталі альбому                                                            |
| ----------------- | ------------------------------------------------------------------------- |
| Maiden Voyage     | - Реліз: 23 лютого 2017 - Лейбл: Cozyboys - Формат: Цифрове завантаження  |
| Maiden Voyage II  | - Реліз: 5 серпня 2017 - Лейбл: Indigo - Формат: Цифрове завантаження     |
| Imnotspecial      | - Реліз: 9 травня 2018 - Лейбл: Indigo - Формат: Цифрове завантаження     |
| Maiden Voyage III | - Реліз: 17 листопада 2018 - Лейбл: Indigo - Формат: Цифрове завантаження |
| L I F E           | - Реліз: 14 березня 2019 - Лейбл: Indigo - Формат: Цифрове завантаження   |

### Інші пісні в чартах
| Назва                                           | Рік                    | Пікові позиції у чартах | Пікові позиції у чартах | Альбом                           |
| Назва                                           | Рік                    | KOR                     | KOR                     | Альбом                           |
| Назва                                           | Рік                    | Circle                  | Hot                     | Альбом                           |
| Як головний виконавець                          | Як головний виконавець | Як головний виконавець  | Як головний виконавець  | Як головний виконавець           |
| ----------------------------------------------- | ---------------------- | ----------------------- | ----------------------- | -------------------------------- |
| «Change» (feat. Gray)                           | 2018                   | 27                      | 44                      | Show Me the Money 777 Episode 4  |
| «Momm» (feat. Justhis)                          | 2018                   | 54                      | 64                      | Show Me the Money 777 Semi-final |
| Як запрошений виконавець                        |                        |                         |                         |                                  |
| «IndiGO» (with Justhis, No:el, Young B)         | 2018                   | 17                      | 20                      | IM                               |
| «Flex» (with Giriboy, No:el, Swings)            | 2018                   | 11                      | 12                      | Не увійшов до альбому            |
| «Good Day» (with PH-1, Loopy)                   | 2018                   | 4                       | 5                       | Show Me the Money 777 Episode 1  |
| «119» (with Nafla, PH-1, OLNL, Loopy, Superbee) | 2018                   | 46                      | 63                      | Show Me the Money 777 Episode 4  |